# 27 (число)
Вижте пояснителната страница за други значения на 27.
Двайсет и седем (също и двадесет и седем) е естествено число, предхождано от двайсет и шест и следвано от двайсет и осем. С арабски цифри се записва 27, с римски – XXVII, а с гръцки – ΚΖ´. Числото 27 е съставено от две цифри от позиционните бройни системи – 2 (две) и 7 (седем).

## Математика
- 27 е нечетно число.
- 27 е съставно число.
- 27 е най-малкото съставно число, което не се дели на някоя от съставящите го цифри.
- 27 е единственото естествено число, което е равно на утроената сума от съставящите го цифри (3×(2+7)=27).
- 27 е равно на сбора на числата между съставящите го цифри от 2 до 7 (2+3+4+5+6+7=27).
- 27 е точна степен (3³).
- Деветоъгълникът има 27 диагонала.

## Други факти
- Химичният елемент под номер 27 (с 27 протона в ядрото на всеки свой атом) e кобалт.
- 27 е атомната маса на единствения стабилен изотоп на алуминия – 27Al.
- Клуб 27 е група световноизвестни музиканти и певци, починали на възраст 27 години.
- Телефонният код на Република Южна Африка е +27.